# Wikidruhy

logo Wikidruhů

Wikidruhy (anglicky Wikispecies) je on-line projekt založený na principu wiki a podporovaný prostřednictvím Nadace Wikimedia. Jeho cílem je vytvoření souhrnného volně přístupného katalogu všech přírodních druhů tj. živočichů, rostlin, hub, bakterií a jednobuněčných organismů. Projekt též obsahuje tematická hesla o taxonomických autoritách a jejich díle.
Projekt je zaměřen především na odborníky a nikoliv na laickou veřejnost. Emeritní předseda Nadace Wikimedia Jimmy Wales prohlásil, že přispěvatelé nejsou povinni zasílat faxem svoje akademické diplomy, že však příspěvky musí vyhovovat odborným standardům.
Projekt byl zahájen v roce 2004 a přizval k účasti biology po celém světě. Od té doby se rozrostl do rozsahu pokrývajícího taxonomický systém podle C. Linného; od dubna 2005 obsahuje také odkazy na hesla Wikipedie; v roce 2015 se dokončuje obsáhlejší propojení článků s Wikidaty.
V prosinci 2019 počet hesel překročil hranici 700 000 (statistika projektu). Projekt Wikidruhy je přístupný za podmínek Creative Commons Uveďte autora – Zachovejte licenci.
Počátkem roku 2020 byly do nadpisů odstavců vloženy šablony, které tyto nadpisy překládají do jazyka uživatele (jen některých, čeština je mezi nimi také). 